# Kontex
Kontex war ein Kaufhausverband in Ost-Berlin. Der komplette Name war: „Verband der Konsum- Textil- und Bekleidungshäuser Berlin“
Mehrere Kaufhäuser bildeten in der DDR in einem abgegrenzten Marktgebiet, meistens einem Bezirk, einen „Kaufhausverband“. Ein weiterer solcher Handelsverband neben kontex war zum Beispiel der „Verband volkseigener Kaufhäuser „Magnet““ mit Sitz in Karl-Marx-Stadt (Zwickau).

## Standorte der kontex-Kaufhäuser
- Mitte, Brüderstraße: „Jugendmodezentrum“.[2]
- Mitte, Friedrichstraße: „citytex“.[3]
- Prenzlauer Berg, Greifswalder Straße: „Nordring“[4]
- Oberschöneweide, Wilhelminenhofstraße: „Einheit“[5]
- Friedrichshain, Frankfurter Allee: „Aufbau“[6]
- Köpenick, Grünstraße (Schloßplatz): „Solidarität“[7]
- Friedrichshain, Samariterstraße: „kontex-Kaufhaus“.[8]
- Weißensee, Klement-Gottwald-Allee: „kontex-Kaufhaus“[9]
- Niederschöneweide, Schnellerstraße: „kontex-Kaufhaus“[10]